# Gallet de roca andí

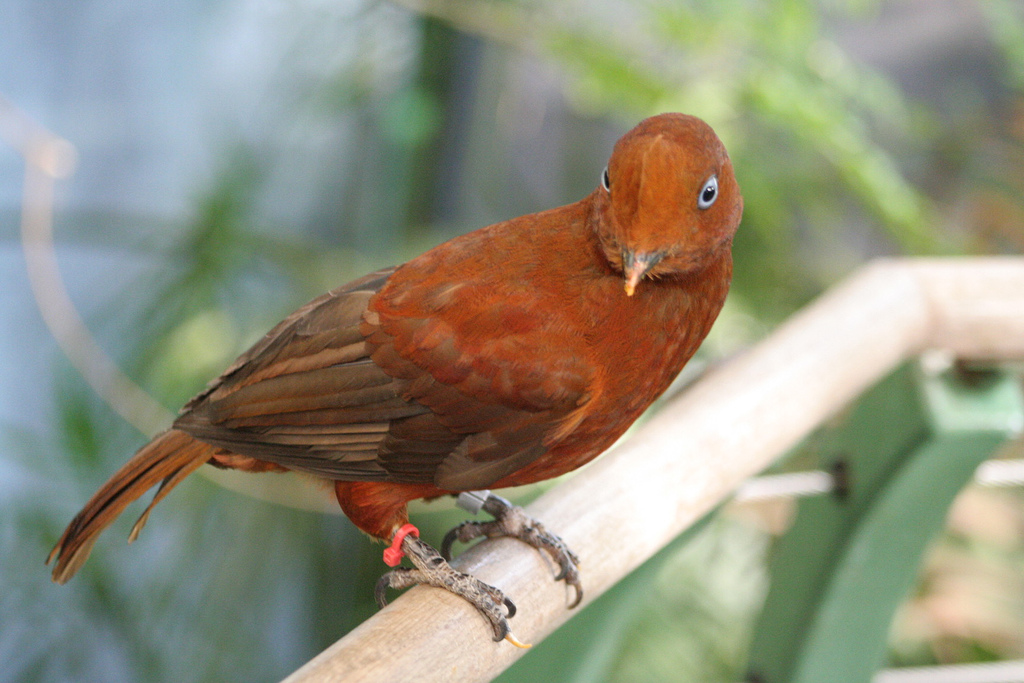
Femella

El gallet de roca andí o gallet de roca dels Andes (Rupicola peruviana) és una espècie d'ocell passeriforme de la família Cotingidae. És l'au nacional del Perú. Habita en els boscos de la selva alta del Perú i Bolívia. La seva forma exòtica és molt popular, perquè la seva figura ha estat plasmada en gravats, pintures i fotografies que es publiquen per onsevulla.